# Semnopithecus entellus
Semnopithecus entellus är en däggdjursart som först beskrevs av Louis Dufresne 1797.  Semnopithecus entellus ingår i släktet hulmaner och familjen markattartade apor. Inga underarter finns listade. De svenska trivialnamnen hulman, vanlig langur och Hanumanlangur förekommer för arten.

## Utbredning och habitat
Denna primat förekommer i nordöstra Indien och i angränsande delar av Bangladesh. Populationen i Bangladesh blev troligen introducerad av människan. Populationer i andra delar av Indien, på Sri Lanka och i Nepal klassificeras idag som självständiga arter. Semnopithecus entellus vistas i låglandet och är inte specialiserad på ett habitat. Den har bra förmåga att anpassa sig till urbaniserade områden.

## Utseende
Kroppslängden (huvud och bål) är cirka 58 till 64 cm och svansen blir 86 till 91 cm lång. Hannar är större än honor och de blir med ungefär 13 kg även tyngre än honor som väger cirka 10 kg. Artens päls är huvudsakligen gråbrun med röda skuggor och buken är allmänt ljusare. Djuret har svarta händer, fötter, öron och svart ansikte.

## Ekologi
Semnopithecus entellus vistas främst på marken och klättrar ibland i växtligheten. För att sova uppsöker arten träd. Individerna bildar flockar med upp till 200 medlemmar. Det finns blandade flockar med hannar och honor samt ungkarlsflockar. I varje grupp upprättas en hierarki. För kommunikationen har arten olika läten och individerna utför ömsesidig pälsvård för att stärka sociala band.
Födan utgörs främst av växtdelar som blad, frukter, blommor, naturgummi och bark. Ibland äter de insekter. Nära människans bostäder tar de ofta matavfall.
Parningen sker mellan juli och oktober och honorna parar sig främst med dominanta hannar. Efter 200 till 212 dagars dräktighet föds allmänt ett eller sällan två ungdjur. Ungen håller sig fast i moderns päls. Äldre ungar transporteras även av andra honor från flocken. Efter cirka åtta månader börjar ungen med fast föda och efter ungefär tretton månader slutar modern med digivning. Hannar som blir könsmogna måste lämna sin flock medan honor får stanna.
I naturen blir hannar upp till 18 år gamla och honor upp till 30 år.

## Hot och status
Artens naturliga fiender utgörs av stora rovdjur som tiger, leopard och större hunddjur. Den jagas i vissa regioner av människan för köttets skull. Allt för intensivt jordbruk är likaså ett hot. Populationen minskar i vissa områden kraftig med hela beståndet är fortfarande ganska stort. IUCN kategoriserar arten globalt som livskraftig.